# Ulla Hamberg
Ulla Margareta Hamberg, född 20 oktober 1918 i Helsingfors, död 22 mars 1985, var en finländsk kemist.
Hamberg blev student 1937, farmaceut 1940, filosofie kandidat 1952, filosofie licentiat 1962, filosofie doktor 1962. Hon var forskningsassistent vid Karolinska institutet i Stockholm 1948–1953, bedrev forskning vid São Paulos universitet 1954–1958, vid University of Wisconsin-Madison 1956–1957, vid Cleveland Clinic Research Division i Cleveland, Ohio, 1959–1961, var forskningsassistent i biokemi 1959 och 1961–1962, var yngre forskare vid Finlands Akademi 1963–1965 och äldre forskare där 1966–1967 och 1968–1976. Hon var tillförordnad professor vid Uleåborgs universitet 1965, biträdande professor i biokemi vid Åbo universitet 1967–1968, docent i biokemi vid Helsingfors universitet 1962–1976, tillförordnad professor i medicinsk kemi 1967–1968 och innehade en personell extra ordinarie professur från 1976 till sin död. 
Hamberg författade skrifter behandlande peptidhormoner och blodplasmaproteiner och invaldes som ledamot av Finska Vetenskaps-Societeten 1976.